# Relaciones Estados Federados de Micronesia-Estados Unidos
Las relaciones Estados Federados de Micronesia-Estados Unidos son las relaciones diplomáticas entre los Estados Federados de Micronesia y los Estados Unidos de América.

## Historia

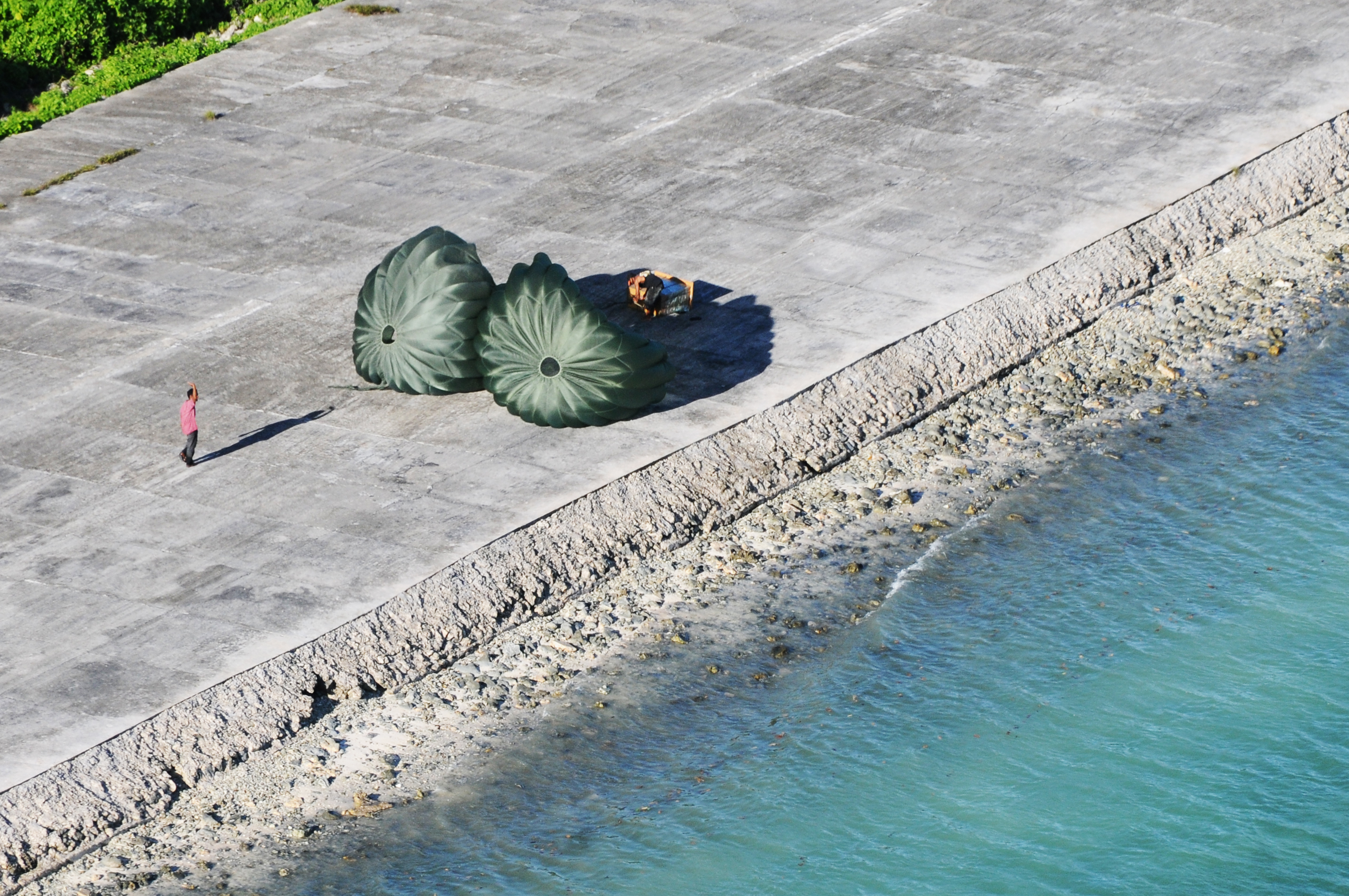
Un residente de Atolón Mokil saluda a la tripulación del C-130 después de recibir un paquete aéreo de ayuda estadounidense durante la Operación Christmas Drop, 2012.

Hay una Embajada de los Estados Unidos en Kolonia, Pohnpei, Estados Federados de Micronesia con un Embajadorn residente en Micronesia.
Más de 25 agencias federales de los EE. UU. siguen manteniendo programas en los EFM. En virtud del Acuerdo Enmendado, los EE. UU. tienen plena autoridad y responsabilidad para la defensa de los EFM. Esta relación de seguridad puede ser cambiada o terminada por mutuo acuerdo. También bajo el Acuerdo, los micronesianos pueden vivir, trabajar y estudiar en los Estados Unidos sin una visa. Los micronesios se ofrecen voluntariamente para servir en las Fuerzas Armadas de los Estados Unidos aproximadamente el doble de la tasa per cápita que los estadounidenses. Los estadounidenses pueden vivir y trabajar libremente en los EFM sin la necesidad de una visa.
Los EE. UU. proporcionarán aproximadamente $ 100 millones anuales en asistencia al FSM durante los próximos 20 años. Un Comité de Gestión Económica Conjunta (JEMCO) integrado por representantes de ambas naciones es responsable de garantizar que los fondos de asistencia se gasten de manera efectiva, con el objetivo de fomentar la buena gobernabilidad y la autosuficiencia económica. La relación básica de libre asociación continúa indefinidamente.
Estados Unidos es el mayor socio comercial de los EFM.
Debido a esta relación financiera, la nación isleña ha sido considerada un refugio para los reclutadores militares de los Estados Unidos. Este acuerdo ha sido criticado porque estos Island Soldiers no tienen derecho a los mismos beneficios que los soldados que son ciudadanos de los Estados Unidos; y ni ellos ni sus familias tienen permitido votar.
Los principales funcionarios de los Estados Unidos incluyen Embajador Robert Annan Riley III, el Jefe Adjunto de la Misión Richard K. Pruett y el Oficial de Gestión Jonathan Floss.